# Novedades Editores
Novedades Editores, también conocida como Editorial Novedades, es una editorial mexicana.  Cobro importancia por publicar en México a "Chanoc" y, durante los 80's y principios de los 90s, los cómics de Marvel.  También tuvo una importante contribución original con El libro vaquero, Hombres y Héroes, Joyas de la Literatura y Novelas inmortales.

## Trayectoria
Heredó a publicaciones Herrerías.
Publicó los cómics de la editorial Marvel de 1980 a 1994, con una periodicidad en un inicio semanal y posteriormente quincenal.
En 1984, Novedades empieza publicando Anuales (conocidos como Ediciones Especiales).
En 1987, sus revistas aumentan de tamaño y se empiezan a publicar dos aventuras por número. También ese año empieza a publicarse la serie de Hombres y Héroes.
Al inicio de los años 90, Novedades presenta serios problemas de distribución, y para mantener la continuidad, el precio de la revista aumentaba cada mes y el trabajo editorial se hacía cada vez más deficiente y en cierta manera se había perdido el contacto con sus lectores.
A partir de 1994, Novedades cede los derechos de los cómics de Marvel a Editorial Vid
Después, en el año 2002 la editorial cambia a Nueva Impresora y Editora S. A. (Niesa) hasta 2010 y solo publica el Libro Vaquero como Hevi Editores hasta la fecha.

## Historietas publicadas
- Actos de Venganza
- Chanoc
- Condorito
- Coné
- Cuerpos y Almas
- Diabólico, destructor del crimen
- Don Gato y Su Pandilla
- El Asombroso Hombre Araña
- El Asombroso Hombre Araña Presenta:
- El Capitán América
- El Libro Pasional
- El Libro Policiaco
- El Libro Rojo
- El Libro Semanal
- El Libro Sentimental
- El libro vaquero
- El Umbral de Ultratumba
- Festival Fantástico
- Fronteras Violentas
- Guerras Secretas I
- Guerras Secretas II
- Hombres y Héroes
- Heidi, la niña de las montañas
- Joyas de la Literatura
- Kimo, El hijo de Yukon
- La Mujer Araña
- La Novela Policiaca
- Los 4 Fantásticos
- Los Hombres X
- Los Nuevos Vengadores
- Los Picapiedra
- Los Vengadores
- Los Vengadores (Como parte de El Asombroso Hombre Araña Presenta:)
- Novelas inmortales
- Pólvora y Puños
- Vaqueros Indómitos

| Predecesor: Editorial OEPISA 1974 - 1979 | Marvel en México 1980 - 1994 | Sucesor: Grupo Editorial Vid 1994 - 1995 |